# Francesc Xavier Anet i Colomer
Francesc Xavier Anet i Colomer   (Gènova, 9 de desembre de 1936), conegut també com a Quico Anet, és un antic pilot d'automobilisme català. Guanyà el Campionat de Catalunya de ral·lis el 1958 i el I Campionat d'Espanya de velocitat en circuit el 1974. Altres èxits seus foren el segon lloc al I Ral·li Primavera del Club 4 CV; la victòria a la I Pujada a Sant Feliu de Codines i, com a copilot de Joan Fernández, al IV Ral·li dels Pirineus de la Penya Motorista Barcelona (1959) i el segon lloc a la 3a Copa Renault 8 TS (1971).